# Rocco Chinnici
Rocco Chinnici (* 19. Januar 1925 in Misilmeri; † 29. Juli 1983 in Palermo) war ein italienischer Staatsanwalt und Ermittlungsrichter. Er trat besonders durch die Bekämpfung der Mafia in Erscheinung und wurde 1983 durch ein Attentat mit einer Autobombe ermordet.

## Leben
Chinnici studierte Jura an der Universität Palermo, welche er 1947 verließ. Ab 1952 arbeitete er als Staatsanwalt, zunächst in Trapani. 1966 wechselte er zur Staatsanwaltschaft nach Palermo. Nachdem sein Vorgänger Cesare Terranova ermordet worden war, leitete Chinnici ab 1979 die Behörde und wurde leitender Richter am Obersten Richterrat (it: „Consiglio Superiore della Magistratura“). Während seiner Amtszeit gründete er zusammen mit Giovanni Falcone, Gioacchino Natoli und Paolo Borsellino zur besseren Bekämpfung der Organisierten Kriminalität den Antimafia Pool.
Besonders Falcone ermunterte er, weiter gegen die Cosa Nostra zu ermitteln. Insbesondere gelang es die Pizza Connection, ein Zusammenschluss der Cosa Nostra mit der US-amerikanischen La Cosa Nostra zwecks Drogenhandel, zu zerschlagen.
Chinnici war einer der ersten, der sich auch öffentlich gegen die Cosa Nostra wandte und Vorträge hielt, um eine Anti-Mafia-Kultur ins Leben zu rufen. Für sich selbst und seine Mitarbeiter forderte er wiederholt umfangreiche Schutzmaßnahmen; in den Jahren zuvor hatten die aktiven Kämpfer gegen die Organisierte Kriminalität häufig auf den Schutz durch Leibwächter verzichten müssen, der eher Politikern gewährt wurde.
Chinnici war es auch, der 1983 den Haftbefehl gegen den mächtigen Boss der Familie von Ciaculli, Michele Greco, und viele weitere bekannte Mitglieder der Cosa Nostra unterschrieb.
Am 29. Juli 1983 wurde Chinnici auf dem Höhepunkt der „Mattanza“, Synonym für den Zweiten Mafiakrieg, von dem Mafia-Killer Pino Greco mittels einer Autobombe getötet. Bei dem Attentat starben außerdem zwei seiner Leibwächter und der Concierge seiner Apartment-Anlage.